# تیمو روسن
تیمو روسن (هلندی: Timo Roosen؛ زادهٔ ۱۱ ژانویهٔ ۱۹۹۳) دوچرخه‌سوار اهل هلند است.
از باشگاه‌هایی که در آن رکاب زده‌است می‌توان به تیم لوتوان‌ال–یومبو و تیم دوچرخه‌سواری رابوبانک دولوپمنت اشاره کرد.